# Список ректоров Академии управления при президенте Республики Беларусь
Список ректоров Академии управления при президенте Республики Беларусь:
| № | Имя                            | Начало полномочий | Окончание полномочий |
| - | ------------------------------ | ----------------- | -------------------- |
| 1 | Шрубенко, Анатолий Григорьевич | 14.09.1992        | 21.07.2000           |
| 2 | Бригадин, Пётр Иванович        | 21.07.2000        | 14.11.2001           |
| 3 | Кухарчик, Пётр Дмитриевич      | 14.11.2001        | 25.03.2003           |
| 4 | Князев, Станислав Никифорович  | 25.03.2003        | 15.11.2007           |
| 5 | Морозевич, Анатолий Николаевич | 15.11.2007        | 10.11.2014           |